# Pölle 22 (Quedlinburg)

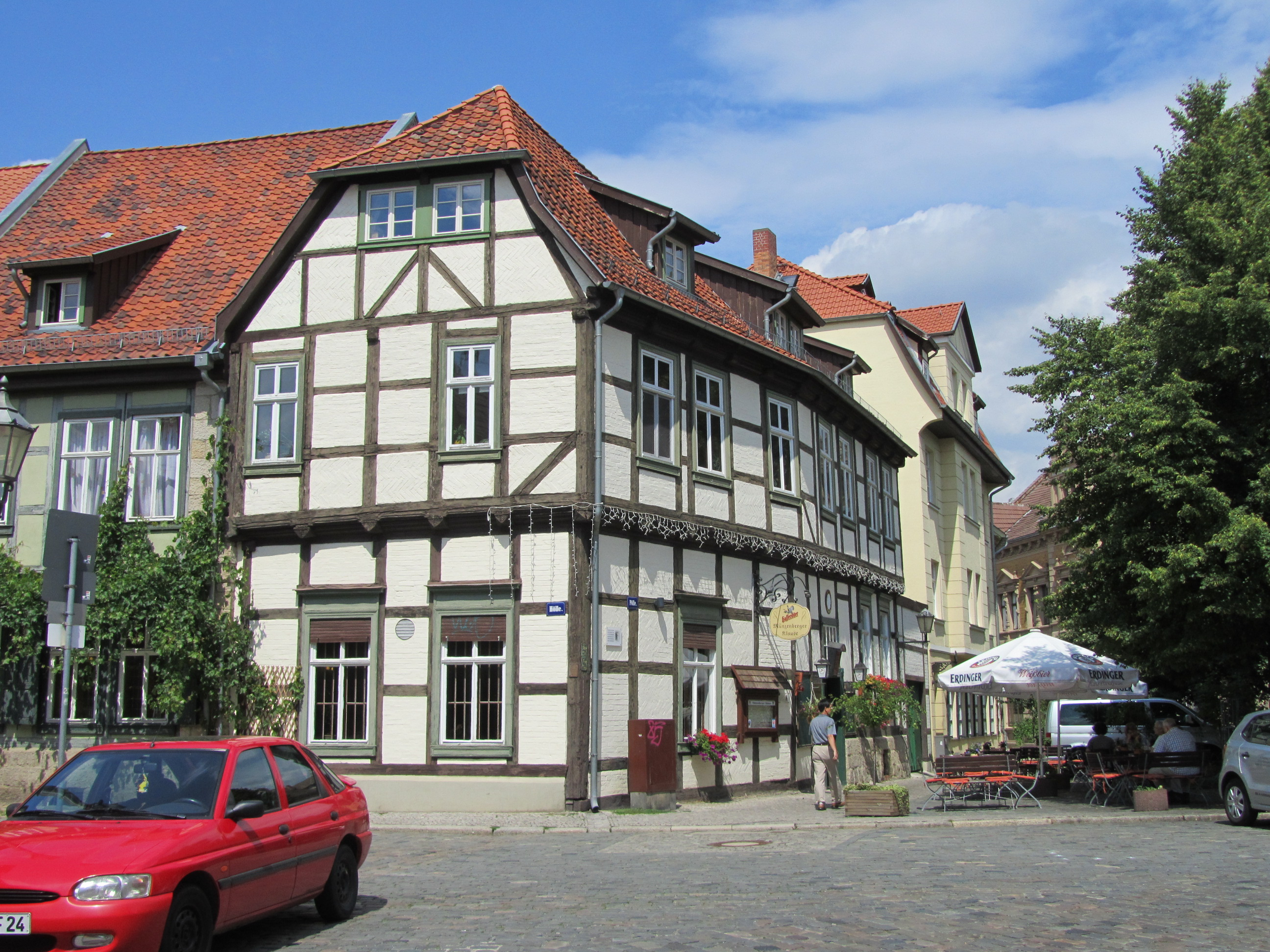
Pölle 22

Das Haus Pölle 22  ist ein denkmalgeschütztes Gebäude in der Stadt Quedlinburg in Sachsen-Anhalt. Im Haus befindet sich die Gaststätte Münzenberger Klause.

## Lage
Es befindet sich südöstlich des Marktplatzes der Stadt und gehört zum UNESCO-Weltkulturerbe. Im Quedlinburger Denkmalverzeichnis ist es als Wohnhaus eingetragen. In der Nähe des Hauses steht das GutsMuths-Denkmal.

## Architektur und Geschichte
Der Bau des zweigeschossigen Fachwerkhauses ist auf das Jahr 1704 datiert. An der Stockschwelle der Fachwerkfassade findet sich eine spät entstandene Schiffskehle in stilisierter Form. Die Gefache sind in vielen Varianten mit Zierausmauerungen versehen. Der Eingang des Hauses entstand in seiner jetzigen Form im Jahr 1870. Ende des 19. Jahrhunderts wurden im Erdgeschoss des Gebäudes Laden und Gaststätte eingebaut.
Die Gaststätte wurde unter dem Namen Unter den Linden betrieben. Nach einer Renovierung lautete der Name ab dem 27. August 1954 Münzenberger Klause. Im Lokal befindet sich ein vom Quedlinburger Maler Karl Lempke gemalter Wandfries, der die Münzenberger Musikanten darstellt. Die Fenster sind mit Bleiglasmotiven verziert und sollen auf den ehemaligen Stammgast der Gaststätte, dem Quedlinburger Bleiglaser Walther Müller, Eigentümer der Glasmalereianstalt Ferdinand Müller, zurückgehen. 1984 übernahm die Familie Seljamov das Lokal.
Im Jahr 1908 wurde im Haus der Maler Rolf Hartung (1908–1995) geboren. Er verbrachte auch seine Kindheit und Jugend hier. An ihn erinnert eine am Haus angebrachte Gedenktafel.